# Bernat Català de Valleriola i Vives de Canyamars
Bernat Català de Valleriola i Vives de Canyamars   (València, 26 d'octubre de 1568 (Gregorià) - Lleó, 2 de novembre de 1608), fou un poeta valencià, cavaller de l'Orde de Calatrava i president fundador de l'Acadèmia dels Nocturns, a la qual va pertànyer amb el nom de Silencio.
Va celebrar tres justes poètiques. La primera dedicada a la devoció de la seua muller, la segona al lloc on anava a ser enterrat i la tercera a la casa en què vivia. Aquestes justes poètiques van ser publicades a València l'any 1602. Al final de la seua vida fou corregidor de Lleó (1604).
Hi concorregueren, també, els seus cosins Guillem Ramon Català de Valleriola i de Borja i Pelegrí Català de Valleriola. Fou veedor general de la costa marítima del Regne de València. Deixà escrita una breu autobiografia, en valencià, i, en castellà, diverses poesies i discursos pronunciats a l'Acadèmia dels Nocturns.
Fou un actiu castellanitzador de les lletres valencianes. Mostra d'això és que prohibia participar en els concursos de poesia, les obres que estigueren escrites en valencià.